# Lestes apollinaris
Lestes apollinaris är en trollsländeart som beskrevs av Navás 1934. Lestes apollinaris ingår i släktet Lestes och familjen glansflicksländor. Inga underarter finns listade i Catalogue of Life.